# Colloquy
Colloquy is een opensource-client voor IRC, SILC, ICB en XMPP en is beschikbaar voor OS X en iOS. Het programma heeft als doel om een multifunctionele client te zijn die binnen de OS X-omgeving past.
Het programma is gebouwd op de WebKit-engine en ondersteunt zogenaamde stijlen, waardoor de gebruiker de indeling kan aanpassen met XSLT, HTTP en CSS. Verder ondersteunt het scripttalen als AppleScript, F-Script, JavaScript, Objective-C en Python.
De iOS-versie van het programma bevat alle IRC-commando's, een ingebouwde browser en push-meldingen.